# Пономаренко Дмитро Георгійович
Дмитро Георгійович Пономаренко (нар. 13 березня 1972, Верхньодніпровськ, Дніпропетровська область) — український дипломат. Генеральний консул України у місті Шанхай, КНР (2016—2020). Надзвичайний і Повноважний Посол України в Республіці Корея (2021—2025). Надзвичайний і Повноважний Посол України в Монголії за сумісництвом (2022—2025).

## Життєпис
Народився 13 березня 1972 року в місті Верхньодніпровськ Дніпропетровської області. У 1995 році закінчив Київський національний торговельно-економічний університет. У 1999 році — Дипломатичну академію України при МЗС України, магістр зовнішньої політики.
У 1995—1996 рр. — начальник відділу комерційного банку «АРКАДА».
У 1996—1997 рр. — провідний економіст Департаменту ТЕС з країнами Європи Міністерства зовнішніх економічних зв'язків і торгівлі України.
У 1999—2002 рр. — третій та другий секретар Департаменту економічного та науково-технічного співробітництва Міністерства закордонних справ України.
У 2002—2003 рр. — другий секретар (економічні питання) Посольства України в Китайській Народній Республіці.
У 2003—2006 рр. — заступник керівника торговельно-економічної місії у складі Посольства України в Китайській Народній Республіці (з місцем розташування у САР Гонконг).
У 2006—2011 рр. — керівник торговельно-економічної місії у складі Посольства України в Китайській Народній Республіці.
У 2011—2014 рр. — заступник Директора Департаменту економічного співробітництва Міністерства закордонних справ України.
У 2014—2016 рр. — Посол з особливих доручень Управління РФ Міністерства закордонних справ України.
У 2016—2020 рр. — Генеральний консул України у місті Шанхай, КНР.
У 2020—2021 рр. — директор Департаменту економічної дипломатії МЗС України.
З 15 листопада 2021 по 21 липня 2025 року — Надзвичайний і Повноважний Посол України в Республіці Корея.
З 23 вересня 2022 по 21 липня 2025 року — Надзвичайний і Повноважний Посол України в Монголії за сумісництвом.
Одружений, виховує двох синів. Володіє англійською, російською та вивчає китайську.

## Дипломатичний ранг
- Надзвичайний і Повноважний Посланник першого класу (2021)[8]